# Freddy Clément
Frédéric Clément, dit Freddy Clément, né le 28 juillet 1978 à Fort-de-France (Martinique), est un footballeur français, international martiniquais. Il joue au poste de milieu de terrain dans les années 2000 et 2010, avant de se reconvertir comme éducateur.

## Biographie
Freddy Clément naît à Fort-de-France en Martinique. Il est le frère cadet de Ludovic Clément, footballeur professionnel. Il commence le football à la Gauloise de Trinité.

### Gold Cup 2002

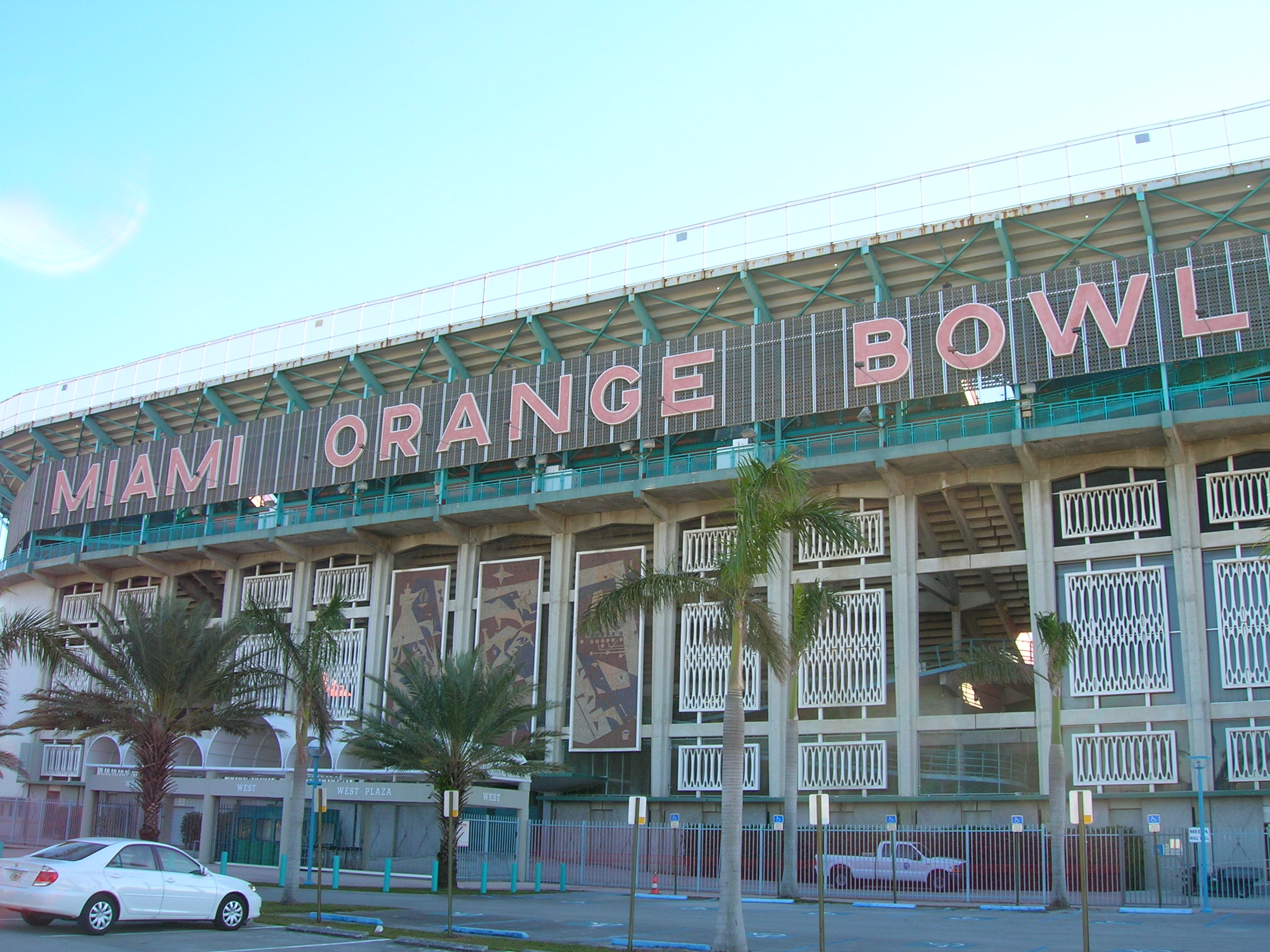
Le Miami Orange Bowl.

Joueur polyvalent et percutant, il commence à faire parler de lui lorsqu'à la suite du forfait de Paul-Henri Clorus, il est appelé en équipe de Martinique pour disputer la Gold Cup 2002 aux États-Unis. Les Matinino réalisent leur meilleur parcours dans cette compétition, en atteignant les quarts de finale, mais ils sont éliminés face au Canada à l'Orange Bowl de Miami, à l'issue d'une séance de tirs au but durant laquelle Clément, entré en jeu à la 88e minute et désigné comme deuxième tireur, ne manquera pas sa tentative.

### Carrière en Europe
En juillet 2002, après avoir terminé vice-champion de Martinique avec l'US Robert, il rejoint la Métropole, recommandé par Pierre Sither à Victor Zvunka, qui avait déjà recruté son frère Ludovic en 1993 à La Berrichonne de Châteauroux. Désormais entraîneur du Stade lavallois, club de Ligue 2, Zvunka offre à Freddy Clément son premier contrat professionnel, d'une durée d'an. Il fait ses débuts en équipe première en février 2003, lors d'une victoire 2 à 0 à Châteauroux, où joue toujours son frère aîné. À l'issue du match, son entraîneur Victor Zvunka se montre satisfait de sa prestation : « Freddy a fait un bon match, jamais il n'a donné l'impression de débuter dans le groupe ». Il connaîtra quatre autres titularisations qui se solderont par trois victoires, et une entrée décisive face à Niort en fin de saison. Le point d'orgue de son passage en Mayenne reste la réception du Paris Saint-Germain de Ronaldinho, en huitième de finale de la Coupe de France. Entré en jeu dès la 57e minute, peu après l'ouverture du score parisienne, Freddy Clément sera à l'origine de plusieurs actions dangereuses sur son côté gauche, dont celle débouchant sur un enchaînement poteau-transversale sortant de Mickaël Buzaré.
Non prolongé à l'été 2003 en raison du départ de Victor Zvunka, il poursuit sa carrière à l'ES Wasquehal qui vient d'être relégué en National, puis en Belgique au RFC Tournai, avec lequel il est champion de son groupe de quatrième division. En novembre 2004, il participe au tour préliminaire de la Coupe caribéenne des nations avec la sélection de Martinique, qui ne se qualifiera pas pour l'édition 2005 de la Gold Cup.
En février 2006, après six mois sans club et un passage par les stages de l'UNFP, il prend la direction de l'île de La Réunion et passe deux saisons au Saint-Denis FC. Il joue ensuite comme avant-centre au Torredonjimeno Club de Fútbol, un club de Tercera División espagnole faisant face à d'importants problèmes de liquidités, ce qui le conduira à quitter un temps le club, avant d'y faire son retour en mars 2008. En mai 2011, cinq journées avant la fin du championnat, il signe comme agent libre au NK Jedinstvo Bihać en deuxième division bosnienne.

### Retour en Martinique et reconversion
Freddy Clément regagne son île natale en 2011 et joue dans plusieurs clubs de haut de tableau de D1 martiniquaise. En 2014 il dispute le 7e tour de la Coupe de France avec l'Aiglon du Lamentin face au SO Cholet. Le déplacement en Métropole est le premier du club depuis 1992. Il met un terme à sa carrière en 2018, à 39 ans.
Diplômé du BEES 1er degré depuis 2012, il est cadre technique de la sélection de Martinique U15 de 2013 à 2017,, et éducateur au pôle Outre-Mer, une structure de type sport-études située au lycée La Jetée au François, dont sont issus Wendie Renard et Joan Hartock. Avec son frère Ludovic Clément, également membre de l'encadrement technique, il participe à l'éclosion de futurs joueurs professionnels tels que Mattéo Ahlinvi. De 2018 à 2020, il est joueur de futsal au sein du club de la Futsal Académie Martinique, où il apporte son expérience d'ancien pro. Pour la saison 2018-2019, il est référent futsal à la Ligue de Martinique, qu'il quitte en 2019.

## Palmarès

### Joueur
- 2002 : vice-champion de la Martinique avec l'US Robert.
- 2005 : champion de Promotion série A avec le RFC Tournai.

### Entraîneur
- 2014 : vainqueur du tournoi international U15 du conseil général de la Guadeloupe avec la sélection de la Martinique[24].